# Charlas
Charlas is een gemeente in het Franse departement Haute-Garonne (regio Occitanie) en telt 201 inwoners (2004). De plaats maakt deel uit van het arrondissement Saint-Gaudens.

## Geografie
De oppervlakte van Charlas bedraagt 11,5 km², de bevolkingsdichtheid is 17,5 inwoners per km².

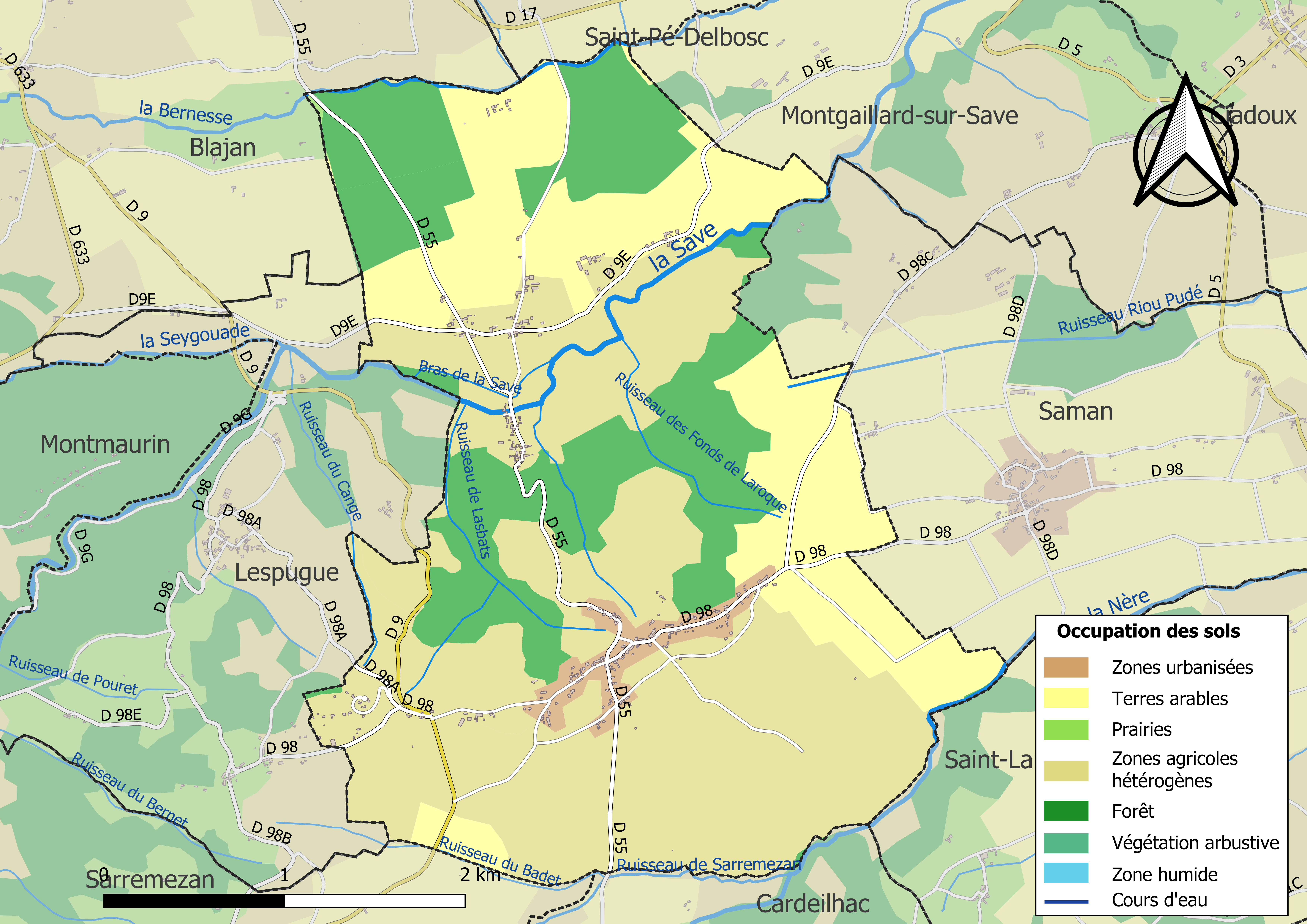
Kaart van de gemeente met de belangrijkste infrastructuur, bodemgebruik en omliggende gemeenten

## Demografie
Onderstaande figuur toont het verloop van het inwonertal (bron: INSEE-tellingen).